# Cheswold
Cheswold és un poble dels Estats Units a l'estat de Delaware. Segons el cens del 2000 tenia 313 habitants.

## Demografia
Segons el cens del 2000, Cheswold tenia 313 habitants, 116 habitatges, i 80 famílies. La densitat de població era de 281 habitants per km².
Dels 116 habitatges en un 37,1% hi vivien nens de menys de 18 anys, en un 42,2% hi vivien parelles casades, en un 19% dones solteres, i en un 30,2% no eren unitats familiars. En el 22,4% dels habitatges hi vivien persones soles el 7,8% de les quals corresponia a persones de 65 anys o més que vivien soles. El nombre mitjà de persones vivint en cada habitatge era de 2,7 i el nombre mitjà de persones que vivien en cada família era de 2,95.
Per edats la població es repartia de la següent manera: un 30,7% tenia menys de 18 anys, un 10,2% entre 18 i 24, un 32,3% entre 25 i 44, un 15,7% de 45 a 60 i un 11,2% 65 anys o més.
L'edat mediana era de 30 anys. Per cada 100 dones de 18 o més anys hi havia 102,8 homes.
La renda mediana per habitatge era de 38.750 $ i la renda mediana per família de 32.045 $. Els homes tenien una renda mediana de 31.250 $ mentre que les dones 22.083 $. La renda per capita de la població era de 14.588 $. Aproximadament el 18,8% de les famílies i el 25,5% de la població estaven per davall del llindar de pobresa.

## Poblacions més properes
El següent diagrama mostra les poblacions més properes.